# Сквер Гужона
Сквер Гужо́на — сквер, расположенный в районе Лефортово Юго-Восточного административного округа Москвы.

## Происхождение названия
Сквер назван 6 ноября 2018 года в память о Юлии Петровиче Гужоне (1852—1918) — российском предпринимателе, имевшем французское подданство.
Гужон был крупнейшим пайщиком Товарищества шёлковой мануфактуры (Москва) и Товарищества Московского металлургического завода (ММЗ, ныне завод «Серп и Молот»). В течение 10 лет был председателем Московского общества заводчиков и фабрикантов (1907—1917). Он также был членом Общества распространения полезных книг, Французского общества взаимного вспомоществования, Совета римско-католической французской церкви Святого Людовика, действительным членом Императорского Московского скакового общества.
Сквер прежде официального названия не имел.

## Расположение
Сквер расположен с юго-западной стороны площади Проломная Застава вблизи начала проезда Завода Серп и Молот, между улицей Золоторожский Вал и Танковым проездом. Напротив сквера через Танковый проезд расположен парк Казачьей славы.